# 谷川とむ
谷川 とむ（たにがわ とむ、1976年4月27日 - ）は、日本の政治家、僧侶、元俳優。自由民主党所属の元衆議院議員（3期）、浄土真宗本願寺派万徳寺僧侶。総務大臣政務官、自由民主党大阪府支部連合会会長などを務めた。本名は谷川 與秀（たにがわ ともひで）。
父は参議院議員、大阪府副知事、外務副大臣、自由民主党参議院幹事長等を務めた谷川秀善。

## 来歴
兵庫県尼崎市生まれ。尼崎市立立花小学校、清風中学校・高等学校卒業。高校在学中はイギリス・ウルヴァーハンプトンとアメリカ・ロサンゼルスへ留学した。2003年3月に東海大学教養学部国際学科を卒業。学士（教養学）の学位を取得。1994年より生家である万徳寺僧侶。1996年に俳優デビューし、2004年まで活動していた。2006年より父・谷川秀善参議院議員秘書。2011年、大阪大学大学院法学研究科博士前期課程を修了。修士（法学）の学位を取得。
2012年、第46回衆議院議員総選挙に自由民主党公認で大阪19区から立候補。民主党前職の長安豊を上回る票を獲得したものの、日本維新の会新人の丸山穂高に敗れ、落選した。
2014年、第47回衆議院議員総選挙に再び自民党公認で大阪19区から立候補し、維新の党前職の丸山穂高に再び敗れたが、重複立候補していた比例近畿ブロックで復活して初当選した。2015年6月25日、文化芸術懇話会の勉強会に参加した。
2017年の第48回衆議院議員総選挙では、自民党公認で大阪19区から立候補。日本維新の会前職の丸山穂高に、前回よりも大きく票差をつけられ敗れたものの、比例復活により再選。
2020年9月18日、菅義偉内閣で総務大臣政務官（担当は行政管理、行政評価、統計、恩給に関すること）に就任。
2021年10月31日の第49回衆議院議員総選挙・大阪19区は谷川、日本維新の会公認の元職の伊東信久、立憲民主党公認の元職の長安豊、日本共産党新人の北村みきの4人が立候補し、伊東が小選挙区で当選した。自民党は比例近畿ブロックで8議席を獲得。登載順位単独1位の奥野信亮と同2位の柳本顕が比例で当選し、重複立候補した順位3位の6人の候補者が復活当選。谷川は6人中6番目の惜敗率（76.312％）ですべりこみ、3選を果たした。谷川は選挙期間中フェイスブックに有料のインターネット広告を出し、公職選挙法違反の疑いがあることをメディアから指摘されたが、刑事事件には発展しなかった（後述）。
2024年9月12日、自民党総裁選挙が告示され、9人が立候補した。谷川は高市早苗の推薦人に名を連ねた。9月17日、候補者9人はTBSの報道番組「news23」に出演しテレビ討論を行った。高市は、推薦人20人のうち、谷川を含む13人が党本部が公表した「裏金議員」であること、役職停止や戒告の処分を受けた議員が含まれていることなどを指摘されると、「どの方を20人に入れるかは選対、チームにまかせたので、私は翌日の新聞（を読む）まで知らなかった」と答えた。9月27日総裁選執行。高市は1回目の投票で1位となるが、決選投票で石破茂に敗れた。
2024年10月27日の第50回衆議院議員総選挙では前回より伊東との票差を縮めたものの小選挙区で敗れ、政治資金問題の影響で比例近畿ブロックに重複立候補していなかったため落選した。翌28日に自由民主党大阪府連会長を辞任する考えを示した。

## 人物・発言

### 統一教会との関係
- 谷川は2017年に大阪で開催された統一教会2世信者による政治組織「勝共UNITE」の学習会に参加し、同団体の活動を応援すると約束した[23][24][25]。さらに、統一教会が開催した1万人集会に秘書が来賓出席したという[26]。
- 日本経済新聞は2022年9月8日、「自民党調査で世界平和統一家庭連合（旧統一教会）側との接点が確認された所属国会議員」として、谷川が【関連団体の会合に議員本人が出席し、あいさつ】【関連団体の会合に議員本人が出席し講演】していたことを報道した[27]。

### ワールドメイトとの関係
- 2019年3月、谷川は新興宗教「ワールドメイト」教祖・深見東州のバースデー書画展に祝花を送った[28]。
- 2024年3月、谷川は深見東州のバースデー個展に祝花を送った[29]。

- 2025年3月、谷川は深見東州のバースデー個展に祝花を送った[30]。

### LGBTに対する発言
2018年7月29日、AbemaTVのインターネット番組「千原ジュニアのキング・オブ・ディベート」に出演した際、作家の乙武洋匡が同性婚や選択的夫婦別姓を認めない政府の姿勢に疑問を呈したのに対し、「多様性を認めないわけではないが、法律化する必要はない。趣味みたいなもので」と発言した。同性カップルをめぐる同じ自民党の杉田水脈衆議院議員の「（LGBTは）生産性がない」という月刊誌への寄稿が批判されていた中での発言であったため、谷川の発言も批判を受けた。発言に関し、谷川は「LGBTの方々を差別するつもりもなく、多様性を認めていないわけでもありません」「申し上げたかったのは、（婚姻は、両性の合意のみに基づいて成立すると定めた）日本国憲法第24条により現状では同性婚の容認は困難であるということ」と釈明した。

### 公職選挙法抵触疑惑
2021年10月の衆院選の選挙期間中、谷川、茨城6区から自民党公認で立候補した国光文乃、参議院議員で国民民主党所属の伊藤孝恵の3人がフェイスブックに有料のインターネット広告を出していた。伊藤は候補者ではなかったが、同年10月13日から31日にかけて、茨城、愛知、長崎の選挙区から立候補した候補者3人について、現地に応援に訪れた際の様子や候補者の人柄を紹介する広告を出した。フェイスブックの運営会社のMetaは、選挙や政治に関連する広告についてその費用や支出元などの情報を公開しており、同年12月には朝日新聞は当該公開情報をもとに公職選挙法抵触の疑いがあると報じた。谷川、国光、伊藤、いずれも刑事事件には発展しなかった。

### 政治資金パーティー収入の裏金問題
2024年2月13日、自由民主党は、政治資金パーティー収入の裏金問題をめぐり、党所属のすぺての国会議員らを対象に実施したアンケートの集計結果を公表した。谷川はノルマの超過分に対する清和政策研究会（安倍派）からのキックバックとして、2018年から2022年にかけての5年間で計188万円を裏金にしていたことが明らかとなった。
同年5月14日、衆議院政治倫理審査会は、裏金事件に関与しながら同審査会で弁明していない自民党議員44人に出席と説明を求める野党の申立てを全会一致で可決した。同月17日、参議院政治倫理審査会も同様に、弁明していない議員29人に出席と説明を求める申立てを全会一致で可決した。谷川を含む関係議員73人は全員出席を拒否し、6月23日に通常国会は閉会した。

### 「離婚しづらい社会になる方が健全」「離婚しても誰も得しない」発言
衆院法務委員会で審議中の離婚後共同親権を導入する民法改正案の質疑で2024年4月5日、「ドメスティックバイオレンスや虐待がない限り、離婚しづらい社会になる方が健全だ」と述べた。野党から発言を疑問視する声が相次いだ。
質問者として政府への質疑に立った谷川は「離婚して誰も得しない。子どものことを考えれば、離婚しづらい世の中の方がいいと思う」とも語った。
これに対し、立憲民主党の寺田学は夫婦の状況や価値観はさまざまだとし「甚だ強い違和感を持った。離婚することで守られる子どもの利益は多くある」と批判した。
一方で、谷川自身は離婚経験者であり、前妻との間に子どもがいる。
2014年11月4日の谷川のSNSには、《吉羽美華さんと結婚致しました。安倍総理のビデオレターからはじまり、下村博文 文部科学大臣が大変お忙しい中、ご出席頂き、ご祝辞を賜りました。》と書かれている。
吉羽美華は2007年、26歳で寝屋川市議に初当選を果たした。谷川と吉羽は2014年に結婚し、2015年に一男をもうけるも2016年に離婚している。
吉羽は離婚する際、谷川から「言葉や経済のDVがあった」とブログで主張していたが、谷川は「DVなんてとんでもない。彼女に手をあげたことも不貞行為も一度もない」「クレジットカードまで渡していた」と反論していた。
吉羽は、2020年～2021年、独立行政法人『福祉医療機構』（東京）の融資制度を悪用し、医療法人などから計約2億9140万円をだまし取ったとして起訴された。
谷川は2018年に一般女性と再婚し、子どもも2人いる。

### その他
- 喫煙者であり、超党派の愛煙家国会議員からなる議員連盟「もくもく会」に所属している[41]。

## 政策・主張

### 憲法改正
- 憲法9条を含む日本国憲法の改正に賛成[42]。
- 日本国憲法への緊急事態条項の創設に賛成[42]。
- 参議院議員通常選挙で隣接する県を一つの選挙区にする「合区」をなくすための憲法改正に賛成[42]。

### 消費税増税
- 2012年の公開アンケートにおいて、消費税を2014年4月に8%、2015年10月に10%まで引き上げる法律が成立したことについて「引き上げは必要だが、時期は先送りすべきだ」と回答している[43]。
- 2014年の公開アンケートにおいて、「2017年4月に消費税率を10%に引き上げるべきだ」と回答している[44]。
- 2017年の公開アンケートにおいて、消費税を2019年10月に10%に引き上げることについて「賛成」と回答している[42]。
- 「消費税0%の検討」を掲げた『国民を守るための「真水100兆円」令和2年度第2次補正予算に向けた提言』に賛同している[45]。

### その他
- アベノミクスを評価する[42]。
- 高収入の一部専門職を労働時間規制から除外する高度プロフェッショナル制度の導入に賛成[42]。
- 原子力発電は日本に「必要だ」としている[42]。
- カジノの解禁に賛成[42]。
- 日本の核武装について「将来にわたって検討すべきでない」としている一方、非核三原則の「持ち込ませず」の見直しについては「議論が必要だ」としている[42]。
- 女性宮家の創設に反対[42]。

## 所属団体・議員連盟
- 自民党たばこ議員連盟[46]
- もくもく会[41]
- 日本会議国会議員懇談会[47]
- 文化芸術懇話会
- 泉佐野市軟式野球連盟（会長）
- 日本の尊厳と国益を護る会(幹事)
- 日本の未来を考える勉強会[48]
- 責任ある積極財政を推進する議員連盟[49] - 共同代表

## 選挙歴
| 当落 | 選挙                   | 執行日         | 年齢 | 選挙区       | 政党       | 得票数    | 得票率 | 定数 | 得票順位 /候補者数 | 政党内比例順位 /政党当選者数 |
| ---- | ---------------------- | -------------- | ---- | ------------ | ---------- | --------- | ------ | ---- | ------------------ | ---------------------------- |
| 落   | 第46回衆議院議員総選挙 | 2012年12月16日 | 36   | 大阪府第19区 | 自由民主党 | 5万242票  | 29.64% | 1    | 2/5                | 10/7                         |
| 比当 | 第47回衆議院議員総選挙 | 2014年12月14日 | 38   | 大阪府第19区 | 自由民主党 | 5万1223票 | 33.68% | 1    | 2/4                | 1/9                          |
| 比当 | 第48回衆議院議員総選挙 | 2017年10月22日 | 41   | 大阪府第19区 | 自由民主党 | 5万7833票 | 40.47% | 1    | 2/3                | 2/9                          |
| 比当 | 第49回衆議院議員総選挙 | 2021年10月31日 | 45   | 大阪府第19区 | 自由民主党 | 5万2052票 | 32.19% | 1    | 2/4                | 3/8                          |
| 落   | 第50回衆議院議員総選挙 | 2024年10月27日 | 48   | 大阪府第19区 | 自由民主党 | 6万879票  | 41.82% | 1    | 2/3                | /                            |

## 出演作品
- THE WINDS OF GOD舞台版 - 山本少尉 役
- ラスト サムライ（2003年） - 侍 役
- いらっしゃいませ、患者さま。（2005年） - 救急隊員 役